# Станковский, Альберт
А́льберт Станко́вский (пол. Albert Stankowski, 22 октября 1971, Щецин) — польский историк, член Ассоциации Еврейский исторический институт в Польше (2011—2015), экс-руководитель Отдела нематериальных коллекций, советник по связям с еврейской общественностью в Музее истории польских евреев. Автор идеи и создатель портала «Виртуальный штетл». 2 марта 2018 года вице-премьером, министром культуры и национального наследия Петром Глиньским был назначен на должность директора Музея Варшавского гетто.

## Биография
Родился в Щецине. Отец: Дариуш Станковский, узник сталинских лагерей в 1941—1956 годах, мать: Кристина Станковская (девичья фамилия Кот).
В 1989 году окончил общеобразовательный лицей имени Николая Коперника в Колобжеге. В 1990—1995 годах учился в Институте истории Щецинского университета, а в 1995—1998 годах — на факультете политологии Щецинского университета.
В 1997—2001 годах защитил докторcкую диссертацию на историческом факультете Варшавского университета, в годах 1998-1999 стал стипендиатом Еврейского университета в Иерусалиме, в 2001 году — стипендиат Музея Холокоста в Вашингтоне (USHMM).
В 2006—2007 годах получил последипломное образование на курсе менеджеров в Szkole Głównej Handlowej, в 2011—2012 годах — последипломное обучение в области музееведения в Институте истории искусства при Варшавском университета.
В 2000—2001 годах — преподаватель новейшей истории и истории польско-еврейских отношений в Варшавском университете. В 2000 году был координатором и членом Комитета по строительству лапидариев в Колобжеге под руководством мэра города в рамках международной программы «Дни Толерантности — Колобжег 2000».
В 2003—2007 годах - координатор «Программы Память» Фонда охраны еврейского наследия в Варшаве. В 2007—2011 годах — координатор и автор идеи международного мультимедиа-проекта «Виртуальный штетл» в Музее истории польских евреев.
С 2011 по 2015 годы являлся членом правления Ассоциации Еврейский исторический институт в Польше; с 2012 по 2015 года — руководитель Отдела нематериальных коллекций в Музее истории польских евреев.
С 2013 года является членом Международного Совета музеев.
С 2018 — член совета Музея ПОЛИН и директор Музея Варшавского гетто.
С 2019 года — член совета Музея в Треблинке , Совета Памяти при Институте Пилецкого и совета Музея Шуттгоф в с. Шутово. 
В 2020 году вошел в совет Государственного музея в Майданеке, расположенного на месте бывшего концлагеря Майданек.
С 2021 года — член совета Музея при бывшем концлагере Плашов и совета Государственного Музея Аушвиц-Биркенау.
В 2022 году был назначен вице-председателем Международного Освенцимского Совета и совета Музея Второй мировой войны в Гданьске.

## Публикации
- Demograficzne skutki Holokaustu i Życie religijne społeczności żydowskiej, współautor w: Następstwa zagłady Żydów. Polska 1944—2010, Lublin 2011, ss. 15-39; 215—245
- Wybór dokumentów w: Jewish Studies at the CEU, Budapest 2002—2003, ss. 297—306
- Zerwanie stosunków dyplomatycznych z Izraelem przez Polskę w czerwcu 1967 roku, w: Rozdział wspólnej historii Studia z dziejów Żydów w Polsce, Warszawa: Cyklady, 2001, ss. 355—374
- Nowe spojrzenie na statystyki dotyczące emigracji Żydów z Polski po 1944 roku, ss. 103—151. Studia z historii Żydów w Polsce po 1945 roku. Warszawa: Żydowski Instytut Historyczny, 2000, s. 151
- Stosunki polsko-izraelskie w latach 1947—1951, Acta politica, Uniwersytet Szczeciński, Szczecin: 1999, No. 12, ss. 59-82
- Poland and Israel: Bilateral Relations 1947—1953 [w:] Jews in Eastern Europe No. 3(37), Jerozolima 1998.
- Emigracja Żydów z Pomorza Zachodniego w latach 1945—1960 w: Studia z historii i kultury Żydów w Polsce po 1945 roku, A. Grabski, M. Pisarski, A. Stankowski, Warszawa: Trio, 1997, ss. 83-141

## Награды
- руководством организации журналистов за организацию Дней Толерантности в 2001 награжден статуэткой Konik Kołobrzeski
- 2010 год: National Council for International Visitors (USA)[14] награжден Золотой Звездой NCIV
- 2015: награжден почетным знаком „Zasłużony dla Kultury Polskiej”
- 2021: Почётный знак МИД Польши «Bene Merito»[15]